# مخاطر مالية
المخاطر المالية (بالإنجليزية: Financial risk)، هو مصطلح لأية مخاطر مرتبطة بأي شكل من أشكال التمويل. المخاطر ممكن أن تأخذ شكل سلبي وهو الفرق بين العوائد الحقيقة والعوائد المتوقعة (عندما تكون العوائد الحقيقية أقل)، أو عدم التأكد من العائد.
المخاطر المرتبطة بالاستثمار غالباً ما تدعى «مخاطر الاستثمار». والمخاطر المرتبطة بالتدفق النقدي للشركة تدعى «مخاطر الأعمال».
و قد تطورت العلوم حول إدارة السوق والمخاطر المالية تحت عنوان نظرية المحفظة الحديثة التي بدأها الدكتور هاري ماركويتز عام 1952 مع مقالته، اختيار المحافظ (بالإنجليزية: Portfolio Selection).

## خطر الائتمان
خطر الائتمان ويسمى أيضاً خطر التخلف عن الدفع، وهو الخطر المرتبط بالتخلف المقترض عن الدفع (لا يقدم الدفعات كما وعد).

يخسر المستثمر المبلغ الأصلي والفائدة، التدفق النقدي يقل، ترتفع حصيلة التكاليف.
تبين أن مخاطر الاستثمار في المشاريع غير المتكررة وتسمى المشاريع العملاقة، كبيرة وتلحق بها ضرراً بالغاً للغاية، لأن مثل هذه المشاريع خاصة عرضة لأن ينتهي بها المطاف فيما يسمى فخ الديون (بالإنجليزية: debt trap)، أي في الحالة التي يصبح بها -زيادة في التكاليف، والتأخير في الجدول الزمني... إلخ- تكاليف خدمة الديون أكبر من العائدات المتاحة لدفع الفائدة وإسقاط الديون.

## مخاطر السوق
وهي المخاطر التي تقل فياه قيمة المحفظة سواء محفظة استثمارية أو محفظة تداول بسبب التغير في قيمة عوامل الخطر في السوق. معايير عوامل الخطر في السوق أربعة وهي:
- مخاطر حقوق الملكية
- مخاطر أسعار الفائدة
- مخاطر العملة
- المخاطر السلعية

## مخاطر السيولة
وهي ذلك الخطر الناتج عن عدم القدرة على تداول ضمان أو أصل معين بسرعة كافية في السوق لمنع وقوع الخسارة (أو جعل الربح المطلوب)، هناك نوعان من مخاطر السيولة:
- سيولة الأصول (بالإنجليزية:Asset liquidity) وهو عدم القدرة على بيع أصل بسبب نقص السيولة في السوق، وهو فرع أساسي من مخاطر السوق، ويكن أن يرجع ذلك إلى:
  - اتساع فرق سعر العرض والطلب.
  - جعل احتياطيات السيولة واضحة.
  - إطالة فترة تحصيل المبالغ المشكوك في تحصيها.
- سيولة التمويل- مخاطر تلك الالتزامات:
  - لا يمكن الوفاء بها عند استحقاقها.
  - يمكن الوفاء بها عند السعر غير المربح.
  - يمكن أن باسم محدد أو منهجي.

## مخاطر التشغيل
- مخاطر السمعة (بالإنجليزية:Reputational risk)
- مخاطر قانونية (بالإنجليزية:Legal risk)
- مخاطر تقنية المعلومات (بالإنجليزية:IT risk)

## التنويع
أغلب أشكال المخاطر التي تهمنا هي المخاطر المالية، مخاطر السوق وحتى مخاطر التضخم يمكن أن تدار باستخدام أشكال من التنويع.

على سبيل المثال، استثمر شخص 10,000.00 دولار لمدة سنة واحده، ويرغب بالحصول على عائد قدره 1000.00 دولار أو 10%، وتوفير استثمارات تصل إلى 11000 $ بعد سنة واحدة. في الحقيقة، الاستثمار بدلاً من الإدخار نادراً ما يوفر حل أمثل.على سبيل المثال، كان متوسطالعائد السنوي المركب لسوق الأوراق المالية الأميركية خلال الفترة الزمنية 1926 حتي 2006 سنوياً لا يزيد عن 10 ٪ فقط. خلال تلك الثمانين عام شهدت القيمة السوقية انخفاضات كبيرة بسبب المستثمرين في نفس سوق الأسهم. في أوائل عام 2000 وحتى خريف 2002، على سبيل المثال قاس البورد أداء السوق، بمؤشر S&P 500 Stock Index فوجدخ سقط بمقدار يزيد عن 50%، أما بالنسبة المستثمر في عام 2006 الذي استثمر في عام 1994 فقد أظهر الم}شر أن متوسط العائد المركب أصبح 10%.
على الأقل فإن المستثمر في S&P 500 Stock Index على درجة من التأكيد بأنه لو انتظر فترة أطول لحصل على عائد إيجابي. المستثمر الذي اختار أن يستثمر كل كل شيء في إنرون بقي فقط مع التأكد بأن الاستثمار خسر خسارة كاملة. إنرون كانت جزءً من مؤشر ستاندرداند بورز 500، وخسارتها كان لها تأثير مؤقت على هذا المؤشر، ولكن التأثير لم يكن دائما، أو في المدى الطويل.وهذه هي قيمة التنويع.فالمزيد من التنويع بعيداً عن الأسهم الرأسمالية الكبيرة التي تشكل مؤشر ستاندرد اند بورز 500، تميل إلى مواصلة خفض مخاطرالسوق والمخاطر المالية.